# امپیک
امپیک (انگلیسی: Empik) شرکت خرده‌فروشی لهستانی است، که در سال ۱۹۶۷ تأسیس شد.